# روبرتو دی دونا
روبرتو دی دونا (انگلیسی: Roberto Di Donna؛ زادهٔ ۸ سپتامبر ۱۹۶۸) تیرانداز اهل ایتالیا بود.